# Бангладеш на летних Олимпийских играх 1992
Сборная Бангладеш принимала участие в Летних Олимпийских играх 1992 года в Барселоне в третий раз за свою историю, но не завоевала ни одной медали. Сборную страны представляли пять мужчин и одна женщина.

## Состав сборной
Самым молодым участником сборной был Мохамед Мехди Хасан (20 лет), самой старшей участницей — Шахана Парвин (32 года).
| Вид спорта      | Мужчины | Женщины | Всего |
| --------------- | ------- | ------- | ----- |
| лёгкая атлетика | 4       | 0       | 4     |
| стрельба        | 0       | 1       | 1     |
| плавание        | 1       | 0       | 1     |
| Всего           | 5       | 1       | 6     |

## Результаты

### Стрельба
Женщины
| Спортсмен     | Соревнование                        | Квалификация | Квалификация | Финал          | Финал          |
| Спортсмен     | Соревнование                        | Очки         | Место        | Очки           | Место          |
| ------------- | ----------------------------------- | ------------ | ------------ | -------------- | -------------- |
| Шахана Парвин | Пневматическая винтовка с 10 метров | 379          | 43           | не участвовала | не участвовала |

### Плавание
Мужчины
| Мохамед Мухесур Рахман | 200 метров брассом | 2:51.21 | 52 | Не участвовал | Не участвовал | Не участвовал | Не участвовал |

### Лёгкая атлетика
Мужчины
| Спортсмен                                                      | Соревнование               | Отборочный | Отборочный | Квалификация   | Квалификация   | Полуфинал      | Полуфинал      | Финал          | Финал          |
| Спортсмен                                                      | Соревнование               | Время      | Место      | Время          | Место          | Время          | Место          | Время          | Место          |
| -------------------------------------------------------------- | -------------------------- | ---------- | ---------- | -------------- | -------------- | -------------- | -------------- | -------------- | -------------- |
| Голам Амбиа                                                    | бег на 100 метров          | 11.06      | 6          | Не участвовал  | Не участвовал  | Не участвовал  | Не участвовал  | Не участвовал  | Не участвовал  |
| Шахануддин Чоудхури                                            | бег на 200 метров          | 21.88      | 6          | Не участвовал  | Не участвовал  | Не участвовал  | Не участвовал  | Не участвовал  | Не участвовал  |
| Мохамед Мехди Хасан                                            | бег на 400 метров          | 48.62      | 7          | Не участвовал  | Не участвовал  | Не участвовал  | Не участвовал  | Не участвовал  | Не участвовал  |
| Голам Амбиа Мохамед Мехди Хасан Шахануддин Чоудхури Шах Джалал | бег: эстафета 4x100 метров | 42.18      | 5          | Не участвовали | Не участвовали | Не участвовали | Не участвовали | Не участвовали | Не участвовали |